# Municipio de Higueras
El municipio de Higueras es un municipio del estado de Nuevo León, México. Se dice que su nombre proviene del hecho de que los españoles llaman higueras a los nopales. Cuenta con una extensión territorial de 600.2 kilómetros cuadrados. Colinda al norte con Sabinas Hidalgo y Salinas Victoria, al sur con Doctor González y Marín, al este con Agualeguas y Cerralvo y al oeste con General Zuazua y Ciénaga de Flores.

## Ubicación
Saliendo de Monterrey por la carretera federal núm. 85, antes de tomar la autopista de cuota, unos 10 km, desvíese a la derecha para pasar por General Zuazua y Marín antes de llegar a Higueras. También se puede llegar por la carretera a Miguel Alemán, entrando por Marín, y 14 kilómetros más adelante está Higueras.

## Orografía
La Sierra de Picachos cruza el territorio de norte a sur, al oeste se encuentra un grupo de lomas de baja estatura. El 71% del territorio son zonas accidentadas, el 11% las semiplanas y el 18% las zonas planas.

## Historia
En 1709, adquiere las tierras Luis Monterde y Antillón para la cría de ganado menor, en 1714 compra las tierras el capitán Diego de González a la familia Monterde. A partir de ahí se conoce el primer asentamiento conocido como Hacienda de Santa Teresa de las Higueras.
El capitán Diego de González muere en 1728 y años después, el capitán José Salvador Lozano, yerno del capitán González; casado con Doña María Teresa González, construye la primera capilla de la Hacienda de Santa Teresa de las Higueras; pero es en 1854 cuando se tiene registrado como el año en el que se concluye la construcción de su actual iglesia.
El 18 de febrero de 1863, se reúne la cantidad de 1000 habitantes como requisito para solicitar la elevación a villa, la cual fue concedida ese mismo año por el entonces gobernador del estado de Nuevo León, Santiago Vidaurri.
En 1957, una mujer ocupa por primera vez una alcaldía en el estado de Nuevo León: Sra. Orfelinda Villarreal.

## Fiestas populares
- Las luminarias. Es famoso por el evento llamado Las Luminarias del 11 de diciembre, una fiesta en honor de la Virgen de Guadalupe donde de madrugada los higuerenses encienden gavillas fuera de sus casas, dando así la impresión de que el pueblo está en llamas. También es famoso por su Viacrucis durante Semana Santa. Es la Fiesta más grande del pueblo la cual comenzó a ser organizada por un lugareño llamado Sr. Don Polo González desde hace más de 40 años. Ese día los higuerenses se esmeran por atender en sus casas a cada uno de sus invitados.

- Fiesta de la Candelilla. En cuanto a los orígenes de la celebración, resulta difícil determinar cuándo inició. El señor Artemio Salinas López, oriundo de Los Herrera (la tierra del connotado “Piporro”), nos cuenta que su suegro el Sr. Ambrosio González Guzmán (originario de Higueras) , nacido en 1886, decía que cuando estaba chiquillo ya existía esta tradición; ya como festividad pagano-religiosa fue instituida por un lugareño, el Sr. Don Polo González, a mitad del siglo XX. Entonces, al parecer, esta Fiesta de la Candelilla es inmemorial y existen varias versiones, como nos explica el investigador Cristóbal López. Una de ellas afirma que la trajeron los primeros conquistadores españoles que se arraigaron en esta región. Otra argumenta que no es tradición española, sino que se trata de una costumbre de los indios aiguales, una de las varias tribus que recorrieron estos parajes junto a los gualeguas, los catujanos, los guajolotes y muchos otros grupos nómadas cuyos nombres se han perdido en el río del olvido.

En esta celebración, de acuerdo con los lugareños, existe un rito específico para traer las ramas de esta planta. En primera instancia, la persona –normalmente un hombre– tiene que ir a los cerros a cortar la candelilla y cargarla en sus hombros hasta regresar caminando al pueblo, a guisa de penitencia. Se supone que hay que trozarla con las manos o con los pies, jamás con machete u otra herramienta porque, según la tradición, si así lo hacen no arderá la noche de la fiesta. Aunque hay algunos incrédulos, todos prefieren mantener la costumbre de cortarla con las manos y cargarla en sus espaldas. Por otra parte, hay una creencia que dice que la persona que corta la candelilla gana indulgencias.

Higueras es famoso porque el orégano que ahí se encuentra es reconocido a nivel mundial. La candelilla (Euphorbia cerifera) es una planta herbácea, de la familia de las euforbiáceas, que crece de manera silvestre en las zonas semidesérticas del norte y noreste del país. Aquí en la región de Higueras solamente la utilizan para esta fiesta en particular, aunque sabemos que en otras partes del noreste se toma hervida en té contra problemas urinarios, y se aplica como emplasto para bajar la inflamación renal. Por ser una planta con alto contenido de cera, su uso medicinal interno debe realizarse con ciertas precauciones; sin embargo, su uso en esta festividad resulta excelente porque la cera misma es muy inflamable.